# Iskandar (roi de Malaisie)
Pour les articles homonymes, voir Iskandar.
Iskandar Al-Haj ibni Almarhum Ismail Al-Khalidi né le 8 avril 1932 et mort le 22 janvier 2010 est le Sultan de Johor pendant près de trois décennies, de 1981 à 2010, et le huitième roi de Malaisie du 26 avril 1984 au 25 avril 1989. Il est né à Johor Bahru, Malaisie.

## Biographie
Iskandar Al-Haj est né dans la famille royale de Johor. Son père, le Sultan Ismail Al-Khalidi, est un monarque respecté. Après la mort de son père en 1981, Iskandar monte sur le trône du Sultanat de Johor.
Le règne d'Iskandar Al-Haj est marqué par un certain nombre de changements importants dans le Sultanat de Johor et dans la Malaisie. Il est un dirigeant respecté, réformant plusieurs aspects de l'administration de l'État et cherchant à renforcer les liens avec le gouvernement central malaisien. Sous son règne, Johor connait une croissance économique et une modernisation notables, notamment dans les secteurs de l'industrie et des infrastructures.
En tant que Sultan de Johor, Iskandar renforce l'importance de l'Islam comme religion d'État, et il promeut les traditions culturelles malaisiennes tout en soutenant les réformes sociales et économiques nécessaires pour maintenir la prospérité de son État.
En tant que huitième roi de la Malaisie, Iskandar assume un rôle cérémonial et symbolique, représentant l'unité du pays. Le titre de roi en Malaisie est une fonction rotative entre les différents souverains des neuf États de la fédération, et Iskandar sert en tant que roi pendant cinq ans.
Au niveau personnel, Iskandar était également un passionné de chevaux et a contribué à la préservation de la culture équestre en Malaisie. Sa grande connaissance de l'équitation et de la gestion des chevaux royaux a été un aspect important de son règne.
Le Sultan Iskandar Al-Haj est décédé le 22 janvier 2010 à Singapour à l'âge de 77 ans. et est remplacé par son fils, Ibrahim Ismail, qui est devenu le neuvième Sultan de Johor et le nouveau roi malaisien.
Iskandar Al-Haj a eu une vie familiale discrète, marié à une seule femme et ayant dix enfants.